# Попов, Николай Петрович (учёный)
Николай Петрович Попов (1893—1960) — советский учёный, доктор ветеринарных наук, профессор, систематик (Multiceps skrjabini Popov, 1937).

## Биография
Родился в 1893 в Бузулуке Воронежской губернии в семье учителя.
Получил высшее образование по специальности ветеринарный врач в Варшавском университете. Преподавал в Варшавском ветеринарном институте, в 1916 г. переведённом в Новочеркасск.
В 1917—1920 гг. работал на организованной К. И. Скрябиным первой в России кафедре паразитологии в Донском ветеринарном институте.
С 1920 года в Государственном институте экспериментальной ветеринарии (ныне Всероссийский научно-исследовательский институт экспериментальной ветеринарии имени Я. Р. Коваленко РАСХН) в гельминтологическом отделе под руководством К. И. Скрябина.
В 1922 г. арестовывался, но вскоре был освобожден. Возможная причина ареста — работа в Новочеркасске в период, когда город был одним из центров белого движения.
С 1922 г. секретарь Постоянной комиссии по изучению гельминтофауны СССР (председатель проф. К. И. Скрябин).
Преподаватель кафедры паразитологии и инвазионных болезней Саратовского зооветеринарного института, с 1928 г. профессор и зав. кафедрой.
Арестован 11 июля 1932 г. по групповому делу, 26 декабря приговорен к 10 годам ИТЛ и в декабре отправлен в Карлаг, работал ветеринарным врачом. Снова арестован 15 января 1933 г., в марте отправлен в Москву, во внутреннюю тюрьму ОГПУ, позднее возвращен в Карлаг.
С июня 1935 г. там же работал заведующим лабораторией по изучению болезней молодняка овец.
В 1937 г. по материалам из Карагандинской области впервые описал ценуров из межмышечной соединительной ткани овец как новый вид, которому дал название Multiceps skrjabini (в честь своего учителя). Экспериментально доказал, что окончательным хозяином цестоды является собака, которую ему удалось заразить при скармливании ценуров из мышц инвазированных овец.
После освобождения — профессор Казанского ветеринарного института (1936—1959), зав. кафедрой паразитологии.
Умер в 1960 г.
Сочинения:
- Гельминтозы сельскохозяйственных животных, пушных зверей и птиц Татарии и смежных с нею республик Среднего Поволжья [Текст] / Н. П. Попов, д-р вет. наук. — Казань : [б. и.], 1960. — 275 с. : ил.; 21 см. — (Ученые записки Казанского ветеринарного института/ М-во сел. хозяйства СССР; Т. 75).
- К. И. Скрябин, Н. П. Попов. Краткий очерк логической экспедиции в Армению в 1923 году, Русск . Журнал тропич . медицины , No 24
- Легочно-глистные болезни домашних животных Нижневолжского края и меры борьбы с ними [Текст] / Проф. Н. П. Попов. — Саратов : Н. Волж. краев. изд-во, 1932 (тип. № 2 Н.-В. крайполиграфтреста). — Обл., 24 с., включ. тит. л. : ил.; 15х11 см.